# 인천 학익지석묘
학익지석묘(鶴翼支石墓)는 인천광역시 연수구, 인천광역시립박물관에 있는 청동기시대의 무덤이다. 1995년 11월 14일 인천광역시의 기념물 제34호로 지정되었다.

## 개요
지석묘는 청동기시대의 대표적인 무덤으로 고인돌이라고도 부르며, 주로 경제력이 있거나 정치권력을 가진 지배층의 무덤으로 알려져 있다.
우리나라의 고인돌은 4개의 받침돌을 세워 돌방을 만들고 그 위에 거대하고 평평한 덮개돌을 올려 놓은 탁자식과, 땅속에 돌방을 만들고 작은 받침돌을 세운 뒤 그 위에 덮개돌을 올린 바둑판식으로 구분된다.
학익지석묘는 원래 인천구치소(구 소년교도소) 안에 위치하고 있었으나 현재는 인천광역시립박물관 야외전시장에 옮겨 전시하고 있다. 탁자식에 속하는 이 고인돌은 1927년 발굴조사가 이루어져 내부에서 빗살무늬 토기조각, 돌화살촉, 돌칼 등이 출토되었고, 출토품은 국립중앙박물관에 보관되어 있다.

## 참고 자료
- 학익지석묘 - 국가유산청 국가유산포털